# Жовтенко Валерій Тимофійович
Валерій Тимофійович Жовтенко (нар. 19 листопада 1961) — український дипломат.
Надзвичайний і Повноважний Посол України в Литовській Республіці (2011–2015).
Надзвичайний і Повноважний Посол України в Киргизькій Республіці (з 2018).

## Життєпис
Народився 19 листопада 1961року.
Закінчив Київський політехнічний інститут, промислова електроніка. Закінчив Українську Академію зовнішньої торгівлі, магістр міжнародної економіки.
На дипломатичній службі з 1998 року.
У 1998—2003 роках — керівник торговельно-економічної місії у складі Посольства України у Латвійській Республіці.
У 2003—2004 роках — Тимчасовий повірений у справах України у Латвійській Республіці.
З 2004 року працював у Центральному апараті Міністерства закордонних справ України: Національний координатор України у міжнародній організації Центрально-Європейська Ініціатива, заступник Директора департаменту, Директор департаменту МЗС України.
8 квітня 2011 року призначений Надзвичайним і Повноважним Послом України в Литовській Республіці.
2 червня 2011 вручив Вірчі грамоти Президенту Литовської Республіки Далі Грибаускайте і офіційно вступив на посаду Надзвичайного і Повноважного Посла України в Литві.
У 2015 році звільнений з посади Посла в Литві.
У 2016-2017 роках Спеціальний представник України з питань придністровського врегулювання.
З 2019 року працює Надзвичайним і Повноважним Послом України в Киргизькій Республіці.
25 січня 2019 року вручив Вірчі грамоти Президенту Киргизької Республіки С.Жеенбекову.
Володіє англійською та російською мовами.

## Дипломатичний ранг
- Надзвичайний і Повноважний Посол[4].

## Нагороди та відзнаки
- Почесна грамота Кабінету Міністрів України
- Почесна грамота Верховної Ради України
- Почесна відзнака МЗС України